# Tim Stützle
Tim Stützle (né le 15 janvier 2002 à Viersen en Allemagne) est un joueur allemand de hockey sur glace. Il évolue à la position d'ailier gauche. Il est repêché dans la Ligne Nationale de Hockey le 6 octobre 2020 à l'âge de 18 ans par les Sénateurs d'Ottawa au 3e rang au total. 

## Biographie
Le 13 octobre 2020, en s'entrainant à Mannheim en Allemagne en préparation de la saison 2020-2021, il se fracture le bras. Il subit une chirurgie qui le gardera à l'écart du jeu pendant une période de six à huit semaines. 

## Statistiques

### En club
| Saison     | Équipe             | Ligue      |     | Saison régulière | Saison régulière | Saison régulière | Saison régulière | Saison régulière |   | Séries éliminatoires | Séries éliminatoires | Séries éliminatoires | Séries éliminatoires | Séries éliminatoires |
| Saison     | Équipe             | Ligue      | PJ  | B                | A                | Pts              | Pun              | PJ               | B | A                    | Pts                  | Pun                  |                      |                      |
| 2019-2020  | Adler Mannheim     | DEL        | 41  | 7                | 27               | 34               | 12               | -                | - | -                    | -                    | -                    |                      |                      |
| 2020-2021  | Sénateurs d'Ottawa | LNH        | 53  | 12               | 17               | 29               | 14               | -                | - | -                    | -                    | -                    |                      |                      |
| 2021-2022  | Sénateurs d'Ottawa | LNH        | 79  | 22               | 36               | 58               | 37               | -                | - | -                    | -                    | -                    |                      |                      |
| 2022-2023  | Sénateurs d'Ottawa | LNH        | 78  | 39               | 51               | 90               | 54               | -                | - | -                    | -                    | -                    |                      |                      |
| 2023-2024  | Sénateurs d’Ottawa | LNH        | 75  | 18               | 52               | 70               | 28               | -                | - | -                    | -                    | -                    |                      |                      |
| Totaux LNH | Totaux LNH         | Totaux LNH | 285 | 91               | 156              | 247              | 133              | -                | - | -                    | -                    | -                    |                      |                      |

### En équipe nationale
| Année | Compétition                               |   | PJ | B | A  | Pts | Pun       |  | Résultat |
| 2018  | Championnat du monde moins de 18 ans (1A) | 5 | 1  | 3 | 4  | 2   | 12e place |  |          |
| 2019  | Championnat du monde moins de 18 ans (1A) | 5 | 2  | 7 | 9  | 12  | 11e place |  |          |
| 2020  | Championnat du monde junior               | 5 | 0  | 5 | 5  | 2   | 9e place  |  |          |
| 2021  | Championnat du monde junior               | 5 | 5  | 5 | 10 | 8   | 6e place  |  |          |

## Trophées et honneurs personnels
- 2020-2021 : nommé recrue du mois de février